# Matt Harvey
Matthew Edward Harvey (né le 27 mars 1989 à New London, Connecticut, États-Unis) est un lanceur droitier qui a joué en Ligues majeures de baseball entre 2012 et 2021. Il a été sélectionné au match des étoiles de la Ligue majeure de baseball en 2013.

## Carrière
Alors qu'il évolue au collège en 2007, Matt Harvey est repêché en troisième ronde par les Angels d'Anaheim. Il choisit de ne pas signer avec la franchise et rejoint les Tar Heels de l'Université de Caroline du Nord à Chapel Hill. En 2010, il devient le choix de première ronde des Mets de New York et est le septième joueur sélectionné au total lors de cette séance du repêchage amateur.
En juillet 2011, il fait partie de l'équipe des États-Unis au match des étoiles du futur à Phoenix et, venu lancer en relève, il enregistre le sauvetage pour son club. 

### Saison 2012
Il fait ses débuts dans le baseball majeur comme lanceur partant des Mets de New York le 26 juillet 2012 à Phoenix face aux Diamondbacks de l'Arizona. Il retire sur des prises le premier frappeur qu'il affronte, Gerardo Parra. Il bat le record de retraits sur des prises par un lanceur des Mets à son premier match dans le baseball majeur, surpassant les 8 retraits enregistrés à trois jours d'intervalle par Bill Denehy et Tom Seaver en 1967. Harvey en obtient 11 en seulement 5 manches et un tiers lancées, au cours desquelles il blanchit les Diamondbacks, les limite à 3 coups sûrs et mérite sa première victoire en carrière. De plus, à son premier passage au bâton, Harvey frappe un double aux dépens de son adversaire Wade Miley et ajoute plus tard un autre coup sûr. Il est le premier lanceur depuis l'année 1900 à frapper deux coups sûrs et à retirer plus de 10 adversaires sur des prises à sa première partie dans les majeures. Malgré une fiche perdante de trois victoires et cinq défaites, Harvey affiche une moyenne de points mérités de 2,73 en 10 départs en 2012, avec 70 retraits sur des prises en 59 manches et un tiers au monticule. Le 12 septembre, il réussit 10 retraits sur des prises en 5 manches lancées contre la meilleure équipe de la ligue, les Nationals de Washington.

### Saison 2013
Harvey remporte 4 victoires en 4 décisions en avril 2013, enregistre 46 retraits sur des prises à ses 40 premières manches et un tiers lancées et maintient une moyenne de points mérités de 1,56 à ses 6 premiers départs pour être élu meilleur lanceur d'avril en Ligue nationale.
Le 7 mai 2013, Harvey amène un match parfait jusqu'en 7e manche alors qu'après deux retraits Alex Rios des White Sox de Chicago réussit le seul coup sûr du match contre Harvey, qui avait retiré 20 frappeurs adverses de suite. Le match se termine sans décision pour Harvey, puisqu'il lance 9 manches et que les Mets l'emportent 1-0 en 10e.
À la pause du match des étoiles 2013, Harvey est premier de la Ligue nationale pour les retraits sur des prises (147), second pour la WHIP (0,92) et troisième pour la moyenne de points mérités (2,35) en plus de compter 7 victoires pour 2 défaites. Il est choisi lanceur partant de l'équipe de la Nationale au match des étoiles, un événement annuel, où il honore sa première sélection, qui est justement présenté au domicile des Mets, Citi Field.
La saison de Harvey se termine abruptement après son départ du 24 août où il accorde 13 coups sûrs, dont 11 simples, et deux points aux Tigers de Détroit. Blessé au coude droit, Harvey doit subir une opération de type Tommy John, une intervention dont le taux de succès est élevé mais la convalescence longue. 
Harvey maintient une moyenne de points mérités de seulement 2,27 en 26 départs et 178 manches et un tiers lancées en 2013, avec 9 victoires, 5 défaites et 191 retraits sur des prises. Malgré sa saison écourtée, il termine 3e de la Ligue nationale pour la moyenne de points mérités, second derrière Clayton Kershaw avec une WHIP de 0,931, troisième pour le ration de but-sur-balles accordé par retrait sur des prises et 4e pour le moins de buts-sur-balles alloués par tranche de 9 manches lancées.
Il est à l'écart du jeu toute la saison 2014 et son retour est attendu pour l'ouverture de la saison 2015.

### Saison 2015
En 2015, Harvey reçoit les prix du meilleur retour de l'année dans la Ligue nationale décernés par la MLB et par Sporting News.